# Josef Merhaut

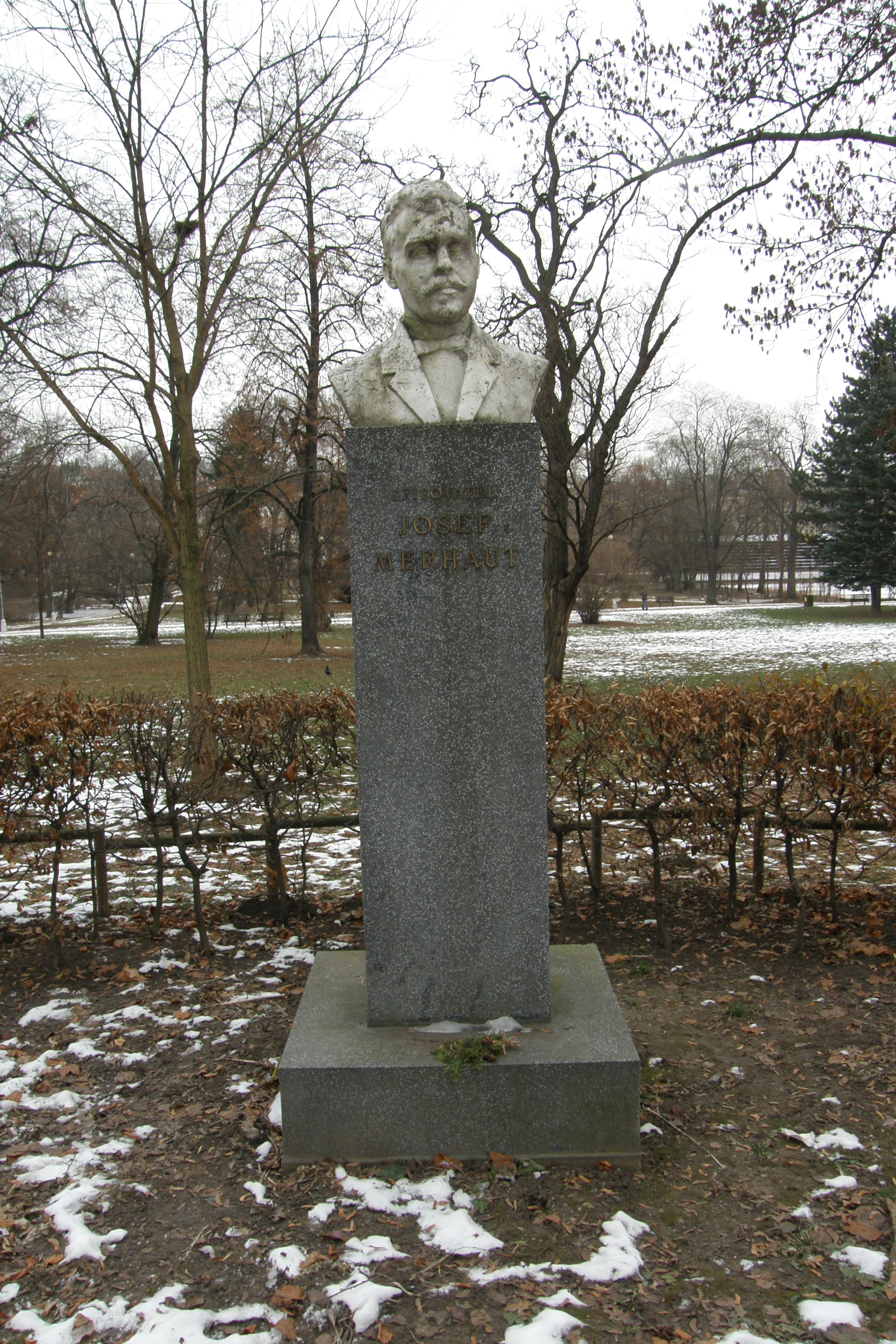
Busta spisovatele Josefa Merhauta v lužáneckém parku

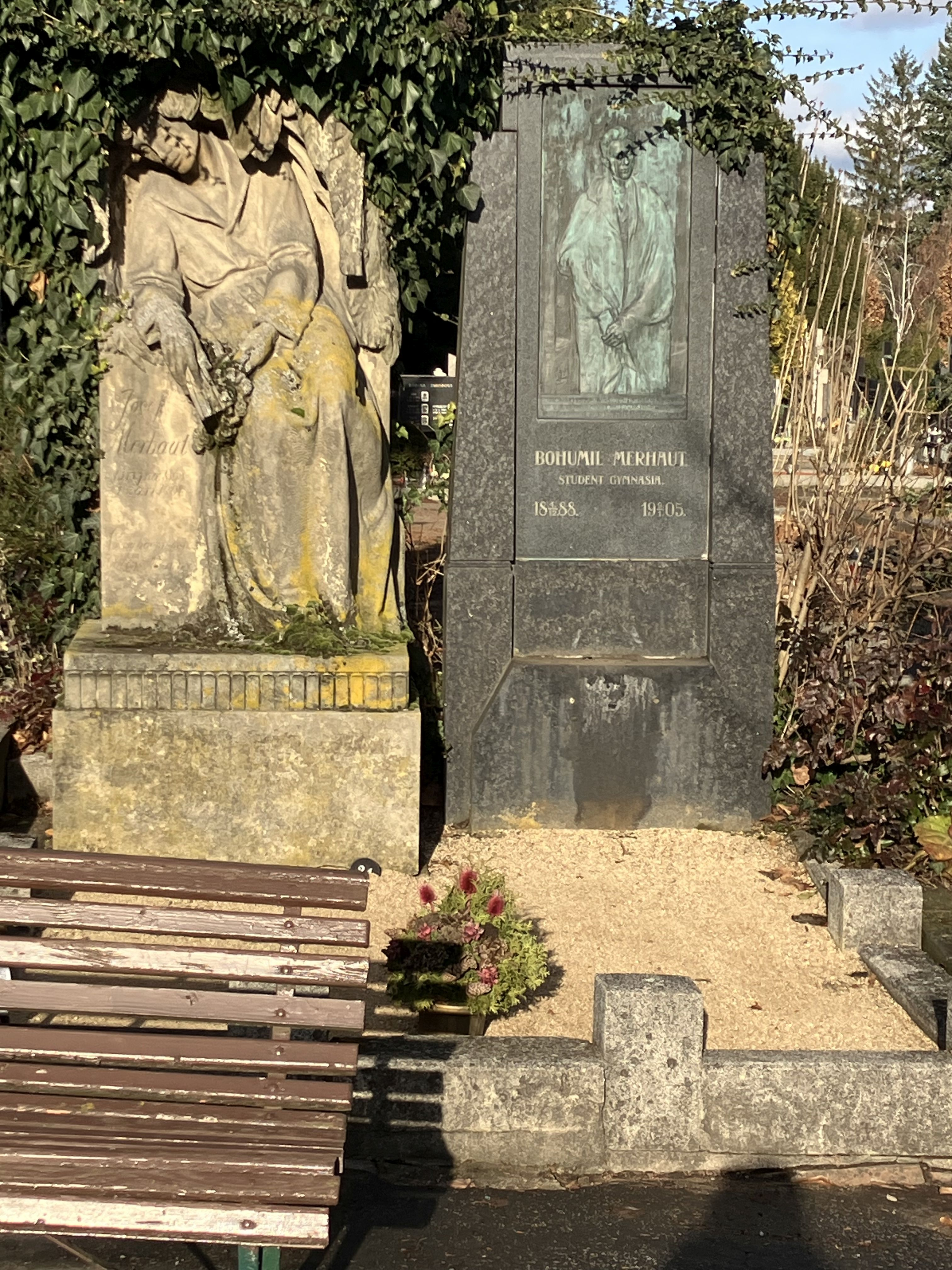
Hrob Josefa Merhauta a jeho syna Bohumila Merhauta

Josef Merhaut (13. října 1863 Švabín u Zbiroha – 5. září 1907 Brno) byl český spisovatel, novinář a divadelní kritik.

## Biografie
Merhaut se narodil jako syn pivovarského sládka ve Švabíně, který je dnes součástí města Zbiroh. Když měl Josef půl roku, zemřela mu matka. Jeho otec jej proto svěřil do péče strýce ve Zdicích, později žil mladý Josef u tety Marie v Praze. Zde do roku 1881 chodil na Malostranské gymnázium, nesložil však maturitu. Následně jistý čas putoval s kočovnou divadelní společností, poté studoval na právnické fakultě pražské univerzity, kam se zapsal jako mimořádný posluchač. Z finančních důvodů však toto studium nedokončil.
Svoji novinářskou kariéru zahájil v roce 1884, kdy začal pracovat jako pomocný redaktor v pražských novinách Pokrok. O rok později však přesídlil do Brna, jemuž zůstal věrný celý svůj následující život. Zde působil v novinách Moravská orlice jako divadelní referent, později zde pracoval i jako fejetonista nebo vedoucí kulturní rubriky. Od roku 1891 do své smrti v roce 1907 byl šéfredaktorem tohoto listu. Merhaut jako divadelní referent začal podporovat kulturní život v Brně, díky němu se pozvedla úroveň místní činoherní scény. Sám také „objevil“ některé talenty (Eduard Vojan, Hana Kvapilová) a rovněž se podílel na rozvoji brněnského Národního divadla. Přátelil se s Františkem Roháčem (s nímž založil časopis Niva) a s Františkem Marešem (spolu se podíleli na založení Klubu přátel umění).
Sám Merhaut nebyl příliš společenský člověk, životem pro něj byla především rodina a práce. Těžce na něj dolehlo neúspěšné manželství a smrt dvou synů. Po úmrtí Bohumila v roce 1905 se jeho zdraví začalo zhoršovat, prožíval psychické krize. 
Zemřel na následky cukrovky 5. září 1907 a pohřben byl na Ústředním hřbitově v Brně, sk. 19/hr. 23-4.
Jeho jméno nese páteřní ulice v Brně-Černých Polích.

## Dílo
Josef Merhaut je považován za zakladatele brněnského románu a brněnské povídky. Jeho prvními díly jsou básně ovlivněné Jaroslavem Vrchlickým. Hlavní část jeho tvorby ale zabírají povídky a romány, ve kterých naturalisticky vylíčil národnostní a sociální problémy života v Brně na přelomu 19. a 20. století, do kterých promítl zážitky ze svého dětství v chudobě. V jeho pozdějších dílech se objevují i náznaky impresionismu a symbolismu. Některé z jeho textů zhudebnili skladatelé, jako byli např. Josef Bohuslav Foerster, Vítězslav Novák nebo Jaroslav Kvapil. Podle Merhautova románu Andělská sonáta chtěl Leoš Janáček napsat operu, v roce 1903 ale pouze načrtl část libreta.
Sbírky povídek
- Povídky (1890)
- Had a jiné povídky (1892)
- Černá pole (1896)

Romány
- Andělská sonáta (1900)
- Vranov (1906)

Sbírky básní
- Básně (1907, uspořádal Miloslav Hýsek)

Ostatní
- Výbor fejetonů Josefa Merhauta (1908, uspořádal Miloslav Hýsek)